# Trierer Augenscheiner
Der Trierer Augenscheiner bezeichnet eine Einzellage des Weinbaugebiets Mosel innerhalb der Großlage Römerlay auf dem Gebiet der Stadt Trier auf der Gemarkung Biewer und ist die einzige entlang des Flusses Mosel auf Buntsandstein. Auf diesem für die Mosel einzigartigen Terroir steht überwiegend Riesling, aber auch Grauer- und Spätburgunder. Der Augenscheiner wird vom VDP als „Große Lage“ klassifiziert.

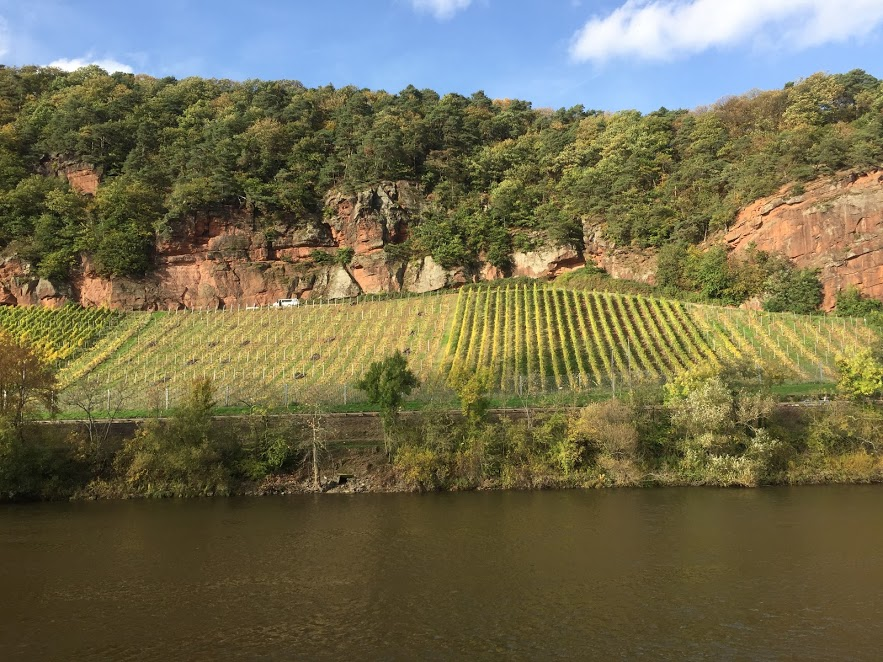
Die Weinlage Trierer Augenscheiner

## Geschichte
Die Lage wechselte 1371 aus dem Besitz des Adelsgeschlechts De Ponte in den des Klosters St. Maria ad martyres, das sich vis-à-vis  auf dem gegenüberliegenden Ufer befand. Im Zuge der Säkularisation durch Napoleon ging der Weinberg in den Besitz der Stiftung der Vereinigten Hospitien über, zu deren Eigentum er bis heute als deren ältester Besitz gehört.
Am Fuß der Lage ist der Weinberg durch eine Stützmauer aus Sandstein zur B53 hin befestigt. Fast in der Mitte ist ein Portal, datiert auf 1784, zu einem Keller im Weinberg. Einer Legende nach wurde Markgraf Albrecht II von Brandenburg-Kulmbach 1552 nur vom Plündern des Klosters abgehalten, weil er mehrere Becher Wein der Lage gekostet hatte. Er befand, dass die Erzeuger eines so guten Tropfens nicht gebrandschatzt werden dürften, und verschonte die Ordensgemeinschaft. Aber er konfiszierte alle Fässer des Weins.

### Namensherkunft
Da der Weinberg genau auf der anderen Seite der Mosel gegenüber dem Kloster lag, konnten die Mönche durch Blick aus dem Fenster jederzeit ihren Besitz in Augenschein nehmen. Daraus entstand die Bezeichnung der Lage Augenscheiner – also „in Augenschein nehmen“.

### Sonstiges
Entlang der Hangkante der Sandsteinfelsen oberhalb des Weinberges verläuft ein Teilstück des Rundwanderweges Felsenpfad Trier, der einen Blick von oben auf den Augenscheiner als auch die Stadt am Westufer des Flusses ermöglicht. Am Rande des Weinberges liegen aus der Nutzung der Sandsteinklippen als Steinbruch entstandene Höhlen. Bis Mitte der 2000er-Jahre lebten dort einige vermeintlich Wohnungslose, die sich selber als Einsiedler bezeichneten. Von Amts wegen wurde ihnen der Verbleib untersagt.